# Sant Josep de Polig
Sant Josep de Polig és una capella del nucli de Polig, al municipi de la Baronia de Rialb (Noguera), inclosa en l'Inventari del Patrimoni Arquitectònic de Catalunya.

## Descripció

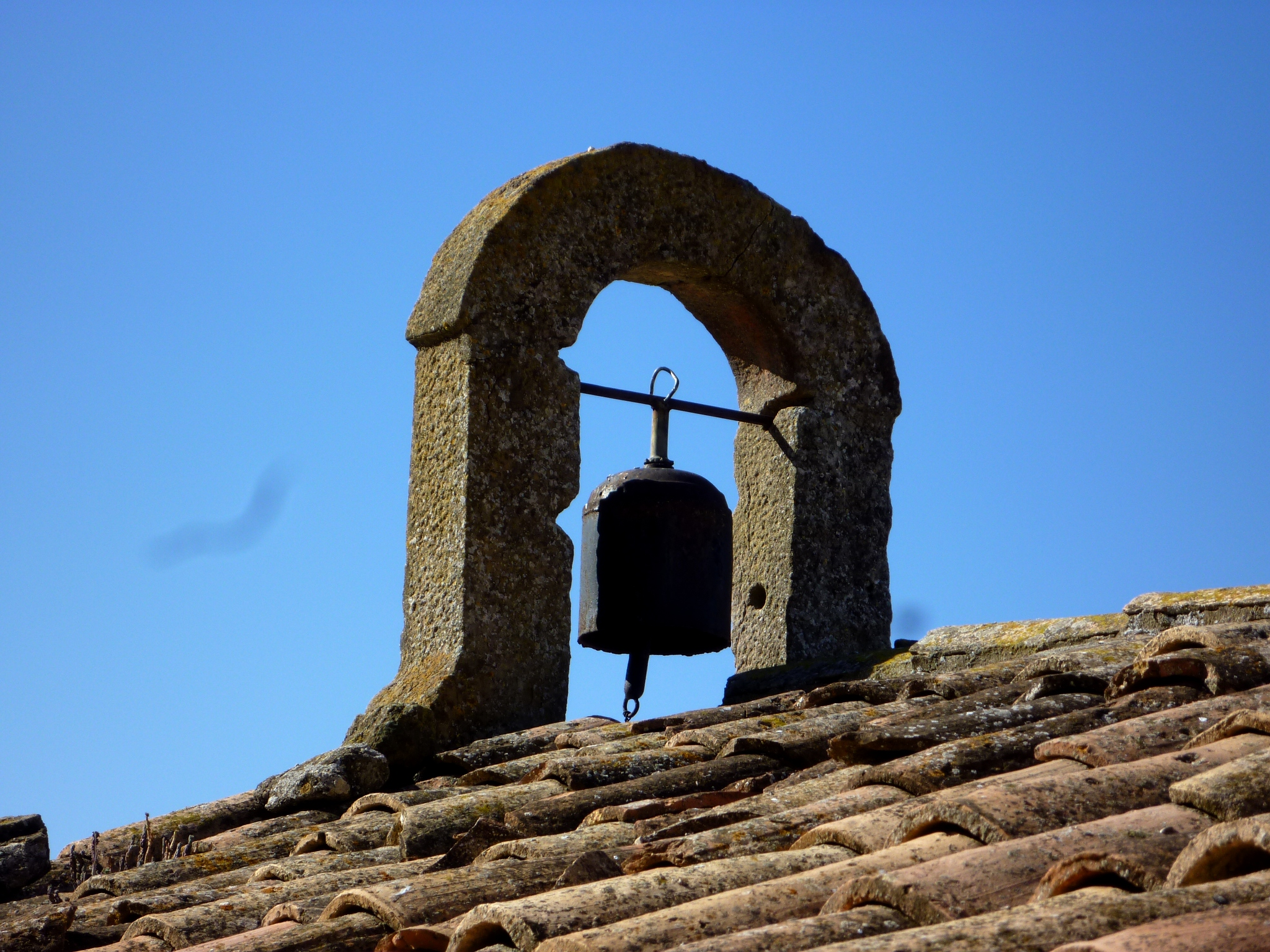
Espadanya amb un obús per campana

És una capella del poble nou, vora del conjunt fortificat. Té la planta rectangular, volta interior i façana principal amb porta dovellada, senzill rosetó en un sol carreu i petita espadanya amb una campana feta amb un obús. La data que apareix a la clau de les dovelles és l'any 1817.